# Antonio Carmona
 (février 2016).
Si vous disposez d'ouvrages ou d'articles de référence ou si vous connaissez des sites web de qualité traitant du thème abordé ici, merci de compléter l'article en donnant les références utiles à sa vérifiabilité et en les liant à la section « Notes et références ».
Antonio Carmona Amaya (né le 21 mai 1965 à Grenade) est un chanteur flamenco espagnol et membre du groupe espagnol de flamenco-fusion Ketama avec son frère Juan José Carmona Amaya, et son cousin, José Miguel Carmona Niño.

## Biographie
Antonio Carmona est l'un des meilleurs représentants du nouveau flamenco, style qu'il a surtout développé au sein du groupe Ketama en mélant flamenco, musique pop et cubaine. Mais avant d'arriver à ce métissage, il était déjà, de par ses origines, un fin connaisseur du flamenco pur. Il est l'arrière petit-fils de Habichuela el Viejo, petit-fils de José Carmona, fils du guitariste Juan Habichuela et neveu de Pepe Habichuela, lui aussi guitariste.  
En plus de sa carrière musicale, on a pu le voir au cinéma. Il apparaît ainsi dans le film Gitano (2000), où il partage l'affiche avec Joaquin Cortés, Pilar Bardem et Laetitia Casta. Il a été un des acteurs principaux, avec l'actrice portugaise Maria de Medeiros, du film Go for Gold!  (1997) réalisé par Lucien Segura et apparaît dans Berlin Blues  (1988) de Ricardo Franco. 
Mais il est surtout connu pour être le membre du groupe madrilène de flamenco fusion Ketama également composé de Juan Carmona Amaya, dit El Camborio (Grenada, 1960) et José Miguel Carmona Niño (Madrid, 1971).
Le groupe se crée au moment où apparaît, en Espagne, une nouvelle génération de chanteurs flamenco influencés par Camarón, Paco de Lucía, la Movida, etc., désireuse de moderniser le flamenco. La volonté du groupe, initialement formé par Juan Carmona (dit El Camborio), José Soto (dit Sorderita) et le fils de  Juan Habichuela, était de moderniser l'héritage familial flamenco (celle des Sorderas et des Habichuelas) tout en s'ouvrant vers l'extérieur. Avec Ray Heredia comme chanteur, le groupe devint rapidement la tête de proue du label Nuevos Medios.  
La formation originale change en 1990, quand Antonio Carmona, frère de El Camborio, remplace Ray Heredia et que son cousin José Miguel Carmona prend la place de Sorderita. À ce moment-là le groupe a déjà à son actif quatre disques dont "Songhai" (Nuevos Medios, 1988) dans lesquels ils se sont essayés à la musique africaine. Les années suivantes permettront au groupe de devenir un des principaux groupes de la pop espagnole. En 1996, ils écrivent la chanson ¡Ay, qué deseo! qui représentera l'Espagne au Concours de l'Eurovision et sera interprétée par Antonio Carbonell. 
Après vingt ans de carrière, onze disques originaux, deux best-of, un live Aki Ketama (Mercury, 1995) et plus d'un million de disques vendus, les frères Juan et Antonio Carmona ainsi leur cousin Josemi décident de se séparer.
Après la séparation du groupe, Antonio Carmona entama une carrière solo avec le disque Vengo Venenoso (Universal Music, 2006) pour lequel ont collaboré La Mala Rodriguez, Juanes ou encore Alejandro Sanz. Pendant la tournée de promotion du disque, des invités spéciaux  retrouveront Antonio sur scène, Miguel Poveda, La Mala Rodriguez , et les anciens membres du groupe Ketama (Juan et Josemi).  
Après le succès de ce premier album en solitaire, Antonio Carmona enregistre en 2011 l'album De Noche avec la participation de Nelly Furtado et Concha Buika.